# Molinos del Córcoles

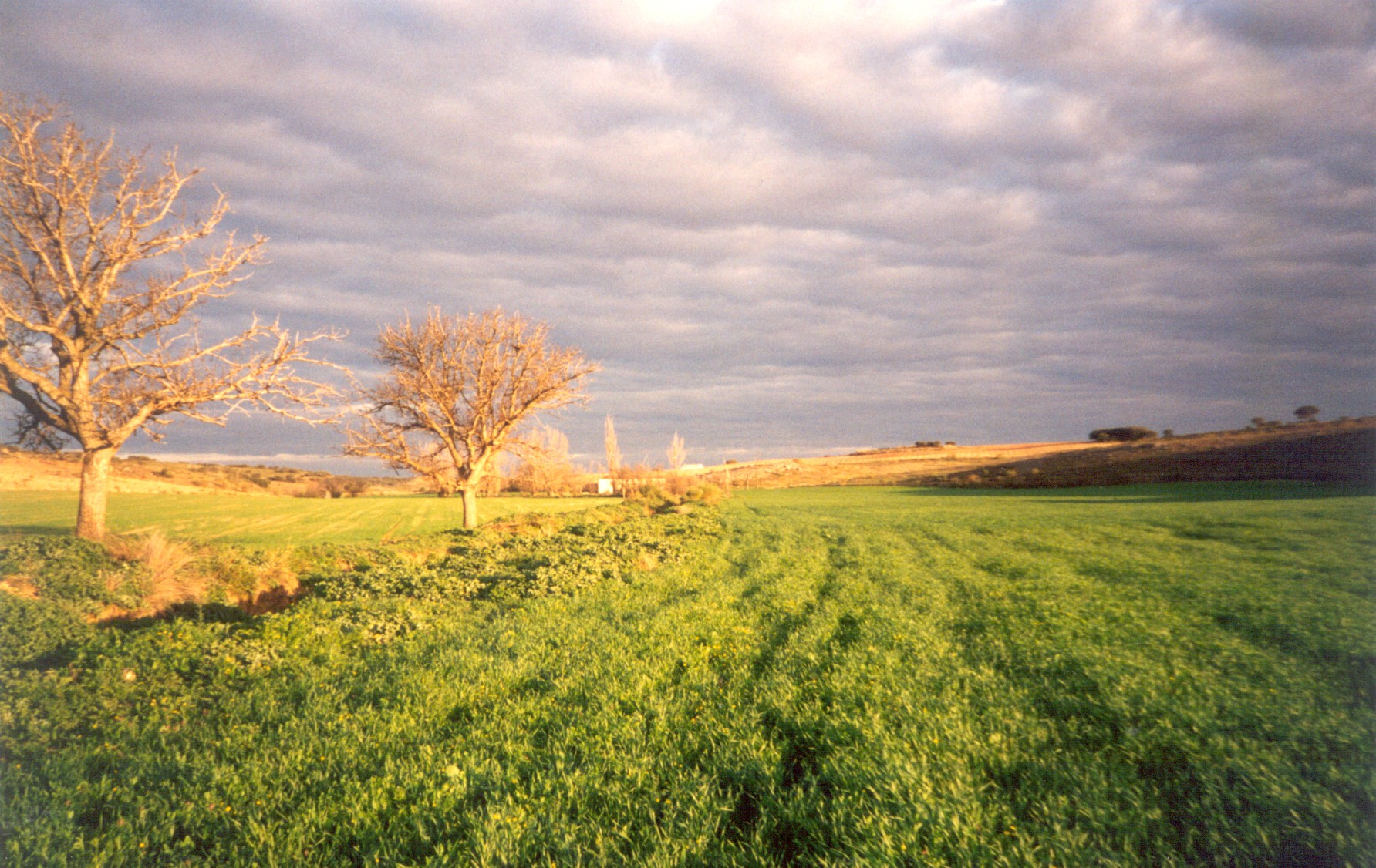
Vega del río Córcoles (desde la margen izquierda), hacia el molino de la Pasadilla (t.m. Villarrobledo (Albacete). Foto: F.J. García Mariana.

Los molinos harineros del río Córcoles son un conjunto de antiguos molinos (se contabilizan hasta 16) localizados en la parte centrooriental de España, en la vega del río Córcoles que presentan características comunes, propias de las zonas con recursos hídricos limitados, por cuanto que son generalmente de rodezno horizontal. 

## Descripción Clasificación
Un primer grupo disponían de grandes balsas de presión, con alturas de 3 a 5 m, como “balsas-cubo”. Algunos fueron importantes, de hasta dos empiedros con cárcavos independientes y con más de 15 CV, para un caudal superior a los 230 L/s por aparejo (Molino de La Pasadilla). 
En un segundo grupo, se encuentran los de “cubo-adjunto” a la balsa de regulación, de hasta de 6 m de altura. Por último, en las zonas de cabecera del Córcoles, con recursos hídricos más pobres, aparecen los ingenios más esbeltos con cubos exentos, de hasta 8 m. También se tiene inventariado un batán, cercano a la población de Munera, paraje de la Florida (batán de la Florida).
Desde el punto de vista hidrodinámico y morfológico, se sugiere la clasificación en 5 tipos fundamentales para los molinos hidráulicos de las vegas del Córcoles:

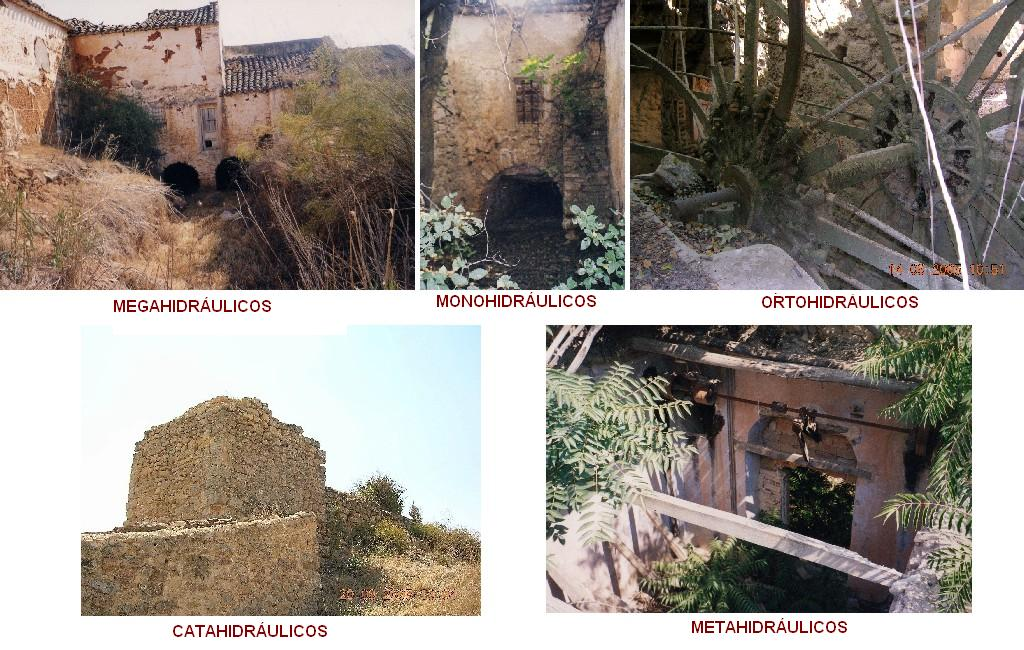
Tipos de molinos hidráulicos, desde el punto de vista hidrodinámico y morfológico.

- Megahidráulicos: molinos de ruedas horizontales (rodeznos) con más de una (normalmente, y en correspondencia con más de un cárcavo), por lo general dos; cuya potencia motriz se debe más a la componente de caudal que a la componente de altura, por lo que necesitan de grandes balsas trapezoidales, que funcionan a modo de cubos (balsas-cubo) Presentan importantes edificaciones y dependencias, además de otras instalaciones. Son: "Molino de la Pasadilla", "Molino de D. Pedro", "Molino del Tinte", "Molino del Vado" y "Molino de Ramos", todos en el término municipal de Villarrobledo (Vdo.).

- Ortohidráulicos: molinos de ruedas verticales. Incluiría tanto las aceñas de río, de ruedas vitrubianas (paletas rectas), como los de ruedas gravitatorias (paletas de cangilones). Su fundamento es principalmente la utilización de corrientes de agua a través de canales directos que precipitan en carga o transmiten su velocidad, sobre/bajo cámaras hidráulicas, en vez de sobre cárcavos. Pueden presentar balsas de decantación-regulación. Son: "Molino del Fraile", en el término de Munera; y "molino del Garbancero" (en el arroyo de Las Animas, del río Sotuélamos, término municipal de El Bonillo).

- Monohidráulicos: molinos de una sola rueda horizontal o rodezno (un solo cárcavo), pero que podrían algunos accionar hasta dos empiedros a través de un embrague. La potencia se adquiere por término medio entre caudal y altura, por lo que necesitan de cubos-adjuntos a las balsas, o exentos, sin llegar a sobrepasar los 6 metros de altura. Son: “Molino de Roldán" y "Molino Nuevo", en el río Sotuélamos (t.m. de El Bonillo); "Molino de María Antonia" y "Molino de los Atienza", en el t.m. de Munera.

- Catahidráulicos: molinos de altos cubos de presión exentos (más de 6 m), que precisan de gruesos muros contrafuertes, formando singulares torretas prismáticas o tronco-piramidales. Por lo general de un solo rodezno, cuya potencia motriz se fundamenta en la componente de altura hidráulica frente a la de caudal, debido a la escasez del recurso fuente (con pequeñas o inexistentes balsas). Algunos presentan sifones de entrada al cubo, para aumentar la presión. Son: "Molino de Rodríguez, "Molino del Concejo" y "Molino del Santo 2", en el t.m. de Munera.

- Metahidráulicos (metamolinos): molinos que con el tiempo se han adaptado a otras dinámicas y usos. Por ej.: molinos harineros que pasaron a funcionar como centrales hidroeléctricas o ferrerías. En estos, los rodeznos pueden sustituirse por turbinas. A veces necesitan de importantes infraestructuras de conducción para salvar fuertes pendientes (sifones y acueductos), así como para el almacenaje, con el fin de alcanzar las máximas potencias motrices (superior a 20 CV). Son: "Molino de los Frutos" y "Molino de la Iglesia", en el río Sotuélamos, dentro del t.m. de El Bonillo; y el "Molino del Santo 1", aún operativa como minicentral hidroeléctrica de Munera.

## Descripción Inventario Infraestructuras Histórico-Hidráulicas en la vega del Río Córcoles (Coordenadas UTM.- ED50)

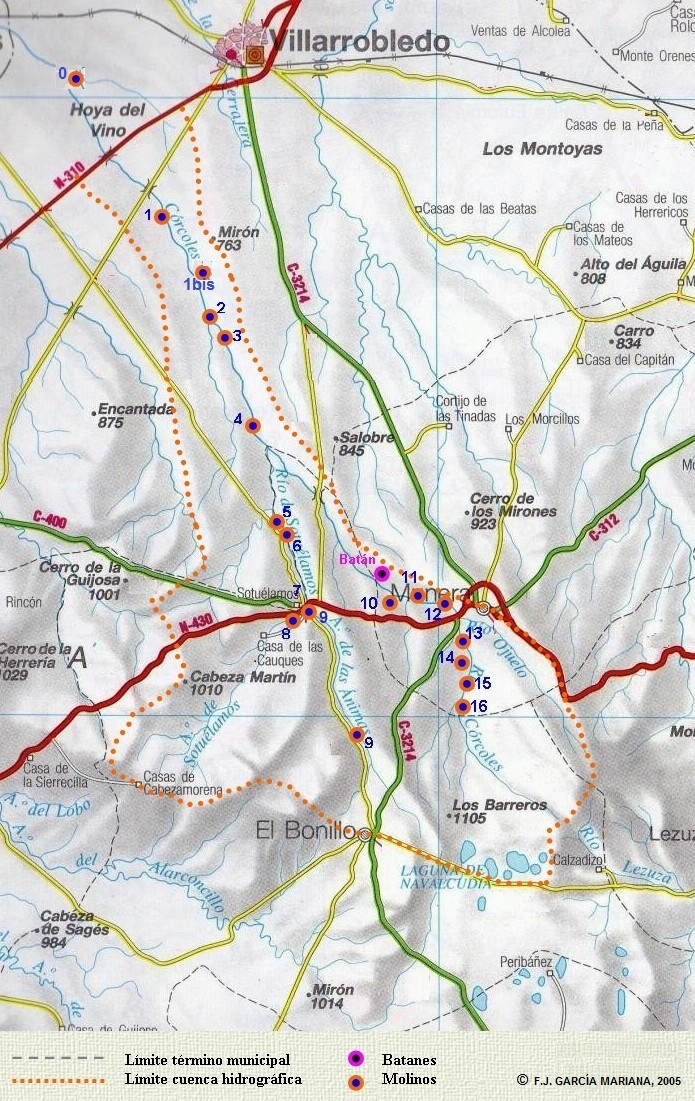
Marco geográfico de situación relativa de Infraestructuras hidráulicas a lo largo de la vega del río Córcoles

| Nº                          | NOMBRE                         | X-UTM  | Y-UTM   | COTA | COTA       | TÉRMINO    | Tramo-Río  | 'Márgen' |
| 0                           | Molino de Ramos (> año 1887)   | 529510 | 4340775 | 725  | Vdo.       | Vdo.       | Córcoles   | DCHA.    |
| 1                           | Molino del Vado ( o Extremera) | 530800 | 4339500 | 730  | Vdo.       | Vdo.       | Córcoles   | IZDA.    |
| 1bis                        | Molino del Burrueco            | 532320 | 4336640 | 740  | Vdo.       | Vdo.       | Córcoles   | DCHA.    |
| 2                           | Molino del Tinte               | 533035 | 4334555 | 760  | Vdo.       | Vdo.       | Córcoles   | DCHA.    |
| 3                           | Molino de D. Pedro             | 533715 | 4333575 | 770  | Vdo.       | Vdo.       | Córcoles   | DCHA.    |
| Calzadizo cimbrado (inicio) | Calzadizo cimbrado (inicio)    | 534920 | 4329545 | 785  | Vdo.       | Vdo.       | Córcoles   | DCHA.    |
| Galerías de la Pasadilla    | Galerías de la Pasadilla       | 535155 | 4329422 | 788  | Vdo.       | Vdo.       | Córcoles   | DCHA.    |
| 4                           | Molino de la Pasadilla         | 535080 | 4329390 | 790  | Vdo.       | Vdo.       | Córcoles   | IZDA.    |
| 5                           | Molino de Roldan               | 536420 | 4324375 | 823  | El Bonillo | El Bonillo | Sotuélamos | DCHA.    |
| 6                           | Molino Nuevo                   | 536665 | 4323590 | 826  | El Bonillo | El Bonillo | Sotuélamos | DCHA.    |
| 7                           | Molino de los Frutos           | 537205 | 4321720 | 845  | El Bonillo | El Bonillo | Sotuélamos | IZDA.    |
| 8                           | Molino de la Iglesia           | 536060 | 4321490 | 850  | El Bonillo | El Bonillo | Sotuélamos | DCHA.    |
| 9                           | Molino Garbancero              | 539070 | 4316760 | 920  | El Bonillo | El Bonillo | Ayo.Ánimas | DCHA.    |
| Batán de La Florida         | Batán de La Florida            | 540545 | 4323000 | 860  | Munera     | Munera     | Córcoles   | DCHA.    |
| 10                          | Molino de Rodríguez            | 541540 | 4322250 | 860  | Munera     | Munera     | Córcoles   | IZDA.    |
| 11                          | Molino de Mª Antonia           | 542920 | 4322150 | 867  | Munera     | Munera     | Córcoles   | DCHA.    |
| 12                          | Molino del Fraile              | 543825 | 4321725 | 879  | Munera     | Munera     | Córcoles   | IZDA.    |
| 13                          | Molino los Atienzas            | 544150 | 4320800 | 889  | Munera     | Munera     | Córcoles   | DCHA.    |
| 14                          | Molino del Concejo             | 544305 | 4320210 | 900  | Munera     | Munera     | Córcoles   | IZDA.    |
| 15                          | Molino del Santo 1             | 544435 | 4318975 | 910  | Munera     | Munera     | Córcoles   | DCHA.    |
| Acueducto Arroyo Menjicón   | Acueducto Arroyo Menjicón      | 544533 | 4318683 | 920  | Munera     | Munera     | Córcoles   | DCHA.    |
| 16                          | Molino del Santo 2             | 544235 | 4317945 | 925  | Munera     | Munera     | Córcoles   | DCHA.    |